# Scopula yamanei
Scopula yamanei är en fjärilsart som beskrevs av Inoue 1978. Scopula yamanei ingår i släktet Scopula och familjen mätare. Inga underarter finns listade.